# Diba al-Baja
Dibba al-Baja (arabsky دبا البيعة‎ Dabāʾu l-Bayʿâ‎ ) je město a ománský vilájet (provincie) v guvernorátu Musandam, jenž je odloučený od zbytku země. Vilájet je situován na jihovýchodě Musandamu. Na východě jsou břehy Dibby omývány Ománským zálivem. V Dibbě se nachází přibližně 114 vesnic či osad. Počet obyvatel podle dostupných zdrojů činí 5 498 (2003).
Dibba byla dobyta a obydlena muslimy v době chalífy Abú Bakra. Jednou z historických památek je tvrz nazývaná al-Siba, která byla jako jedna z mnoha zrekonstruována za vlády sultána Kábúse bin Saída. Další tvrzí je Sabtán. Jiným turistickým prvkem jsou rozsáhlé fjordy, z nichž nejznámější jsou fjordy Chur Máli a Almim.
Povrch Dibby je hornatý, v horách se nacházejí rozsáhlé jeskynní komplexy.
Významnější osobou pocházející z Dibby je učenec Káb bin Suar bin Bakr.